# Guyanadrillmyrfågel
Guyanadrillmyrfågel (Hypocnemis cantator) är en fågel i familjen myrfåglar inom ordningen tättingar.

## Utbredning och systematik
Fågeln förekommer från östra Venezuela (nordöstra Bolivar) till Guyanaregionen och nordöstra Amazonområdet i Brasilien. Den behandlas som monotypisk, det vill säga att den inte delas in i några underarter.

## Status
IUCN kategoriserar arten som livskraftig.